# Malena Martínez Cabrera
Malena Martínez Cabrera (Tacna, Perú) es una directora de cine, investigadora, fotógrafa y crítica cultural peruana. Su obra ha sido caracterizada dentro de las corrientes de cine de resistencia y cine propositivo. Representó a Perú en festivales de cine a nivel internacional.

## Biografía

### Primeros años
Nació en Tacna y permaneció parte de su vida en Cusco, donde nació su madre. Sus estudios escolares los siguió en el colegio Educandas. La experiencia directa con la naturaleza y sus fenómenos marcó sus inicios como cineasta documental.

## Profesión
Malena Martínez se graduó en Literatura y Lingüística, en Lima, en la Universidad Católica del Perú. También, estudió música en el Conservatorio Nacional de Perú. Es magíster en Filología Románica por la Universidad de Viena (Austria, 2006), donde se tituló con una tesis sobre la adaptación cinematográfica hecha por el cineasta Luis Figueroa sobre la novela Yawar Fiesta. En 2007, obtuvo un grado en documental creativo por la Universidad Pompeu Fabra de Barcelona y asistió a la Escuela Friedl Kubelka de Fotografía Artística de Viena. Ha seguido estudios de Cinematografía en la Escuela Superior de Cine y Audiovisuales de Cataluña (ESCAC, 2009), Aristoteles Workshop (Rumania, 2009) y en ARCHIDOC (2015). Ha seguido otros estudios en música y canto en el Conservatorio Nacional y la Escuela de Música Kodály (Lima), además de contar con experiencia coral tanto en Lima como en Viena.
Se estableció en Viena y se desarrolló como directora de cine y documentalista.

## Filmografía
| Título                                    | Tipo         | Año  | Premios y proyecciones |
| ----------------------------------------- | ------------ | ---- | --- |
| Ramiro en Viena (corto)                   | Cortometraje | 2002 | - Mención honrosa de la ORF Austria Short on Screen |
| Felipe vuelve (película)                  | Largometraje | 2009 | - IX Muestra de Documental Independiente Peruano - Festival de Cine de Lima - Festival de Surrealidades de Colombia - Festival Lima Independiente                     |
| Hugo Blanco y el periódico Lucha Indígena | Cortometraje | 2014 | |
| Arquetipo (corto)                         | Cortometraje | 2015 | |
| Diálogos que son monólogos (corto)        | Cortometraje | 2016 | |
| Arcano (corto)                            | Cortometraje | 2017 | - Festival de Verano en Viena |
| Hugo Blanco, Río Profundo (Documental)    | Largometraje | 2019 | - Festival Internacional de Derechos Humanos One World de Praga - Premio al mejor documental internacional en el Festival Internacional de Cine Documental de Uruguay |

## Premios y nominaciones
| Año  | Festival                                                         | País    | Categoría                                               | Película                  | Resultado | Referencia |
| ---- | ---------------------------------------------------------------- | ------- | ------------------------------------------------------- | ------------------------- | --------- | ---------- |
| 2002 | Concurso de cortometrajes ORF                                    | Austria | Mención de honor. Shorts on Screen                      | Ramiro en Viena           | Ganadora  | [ 1 ]      |
| 2017 | Festival de Verano Kino Wie Noch Nie                             | Austria | 3er Premio en la categoría Das Gute Leben               | Arcano                    | Ganadora  | [ 5 ]      |
| 2019 | 6to Festival Nacional de Cine de Huánuco                         | Perú    | Mejor Largometraje Documental en Documental Nacional    | Hugo Blanco, Río Profundo | Ganadora  | [ 10 ]     |
| 2019 | ATLANTIDOC Festival Internacional de Cine Documental de Uruguay  | Uruguay | Mejor película documental internacional                 | Hugo Blanco, Río Profundo | Ganadora  | [ 3 ]      |
| 2020 | XVII Festival Internacional de Cine de Derechos Humanos de Sucre | Bolivia | Premio Pukañawi, Mención especial "Ojo Latinoamericano" | Hugo Blanco, Río Profundo | Ganadora  | [ 5 ]      |

## Publicaciones
- Frederick Wiseman. El escepticismo (2011)
- El indio arguediano en la adaptación cinematográfica de la novela Yawar Fiesta (2012)[11]